# Sachunterricht
Sachunterricht ist in Deutschland die am weitesten verbreitete Fachbezeichnung für den sachbezogenen Unterricht in der Grundschule und in bestimmten Förderschulen bis in die Sekundarstufe. In zwei Bundesländern gibt es andere Bezeichnungen: Heimat- und Sachunterricht (HuS oder HSU; Bayern) und Heimat- und Sachkunde (Thüringen). Mit den 2019 erlassenen Fachanforderungen Sachunterricht hat sich auch Schleswig-Holstein der Fachbezeichnung Sachunterricht angeschlossen.
An allen deutschen Universitäten der 16 Bundesländern heißt das Studienfach oder der Studienbereich „Sachunterricht“. Die dazugehörige wissenschaftliche Disziplin heißt „Didaktik des Sachunterrichts“.

## Entwicklung und Ziele
Sachunterricht ist aus den Realien des 18. Jahrhunderts, der Anschauungspädagogik des 19. Jahrhunderts und der Heimatkunde des 20. Jahrhunderts hervorgegangen. Die Entwicklungsgeschichte des Sachunterrichts ist im Kontext der sozio-kulturellen Entwicklung zur modernen Wissensgesellschaft zu verstehen und historisch zu verorten. Der Sachunterricht wurde erstmals bei Friedrich Wilhelm Dörpfeld im 19. Jahrhundert unter diesem Begriff beschrieben. Eingeführt wird der Sachunterricht unter diesem Namen aber erst in den 1970er Jahren als Reaktion auf den Sputnikschock, die gesellschaftliche Demokratisierungsbewegung im Zuge der Stärkung der außerparlamentarischen Opposition und als Ideologiekritik an der alten Heimatkunde. Anders als die bisherige Heimat- und Weltkunde soll der Sachunterricht keine volkstümliche Bildung, sondern eine grundlegende, wissenschaftsorientierte Bildung vermitteln.
In vielen Staaten wird dieses Fach als Vorform der Sekundarstufenfächer wie Erdkunde, Geschichte, Biologie, Sozialkunde, Wirtschaftslehre, Physik, Chemie und Technik betrachtet.
Die Ziele des Sachunterrichts sind umfassend und anspruchsvoll. Im Kern geht es darum, den Schülern beim Aufbau eines Weltbildes zu helfen, methodisch gezielt die Welt zu erkunden und sie in der Welt zu orientieren. In zweiter Linie geht es auch darum, die Lernenden vorzubereiten auf den weiterführenden, in späteren Schuljahren gefächerten Unterricht. Dies heißt allerdings nicht, dass der Sachunterricht bereits nach fachlichen Kategorien und Prinzipien erfolgt.

## Sachunterricht in einzelnen Ländern
Sachunterricht gibt es in manchen Ländern noch als einzelfachliche Addition wie Geographie oder Biologie für die Primarstufe. Viele Länder bieten ein integratives Fach an:
- In der Schweiz finden sich verschiedene Fachbezeichnungen, wie Natur-Mensch-Mitwelt (Bern),[2] oder Mensch und Umwelt (Zürich).[3] 2014/15 gab es eine Kampagne für den LP 21.[4] Der Lehrplan 21 ist eine Premiere für die Volksschule: Zum ersten Mal sollen die Kinder in der Deutschschweiz die gleichen Lernziele haben.[5]

- In Österreich ist er als ein Gesamtunterricht angelegt und bietet in der Volksschule[6] eine Vorstufe zum Unterricht der S I in Geschichte und Politische Bildung und Geographie und Wirtschaftskunde und Biologie und Umweltkunde. Der Sachunterricht[7] der VS ist in folgende Erfahrungs- und Lernbereiche gegliedert: Gemeinschaft / Natur / Raum / Zeit / Wirtschaft / Technik. In der Realität werden diese Inhalte aber von den Lehrkräften nur sehr heterogen erreicht – wie viele Lehrkräfte der 5. Schulstufe (Sekundarstufe 1) immer wieder berichten. Auch die seit 3 Jahren neue Primarstufenlehrerausbildung hat für diese fachinhaltlichen Bereiche (zugunsten allgemeinpädagogischer Studieninhalte) nur mehr sehr wenige Lehrveranstaltungsstunden bereitgehalten. Im Land Burgenland gibt es für den Sachunterricht auch Schulbücher in Burgenland-Kroatisch.[8]
- Litauen: Wahrnehmung und Verstehen der Welt
- Tschechische Republik: Grundlegendes Sachlernen
- Schottland, Ungarn sowie Portugal: Umweltstudien
- Slowenien: Kennenlernen der Umwelt
- Australien: Studies of society and environment, verkürzt SOSE[9]
- Dänemark: Natur/teknik vom 1. bis zum 6. Schuljahr integriert[10] die Fächer Biologie, Geographie, Physik und Chemie können sachbezogene Themen enthalten. Ab 2016 unter der neuen Bezeichnung Natur/teknologi.[11]
- In Japan wird dieses Fach unter der Bezeichnung Seikatsugaku („Lebenskunde“) für das erste und zweite Schuljahr geführt, während es im 3. und 4. Schuljahr in den Projektunterricht integriert wird.

Andere Länder gliedern den Sachunterricht nach Lernbereichen auf:
- So gibt es in England[12] für die Primarstufe (Key Stage 1 & Key Stage 2[13]) Science, Design and Technology, Geography und andere Fächer. Geplant ist eine Lehrplanrevision mit zwei Lernbereichen, dem naturwissenschaftlichen und dem sozialwissenschaftlichen.
- In den Niederlanden hat sich die Bezeichnung Soziale Weltorientierung von 1984 in Welt- und Umweltkunde verschoben, dafür gibt es ein Fach Orientierung auf das Selbst und die Welt.

### Deutschland
Sachunterricht ist in Deutschland die am weitesten verbreitete Fachbezeichnung für den sachbezogenen Unterricht in Grund- und Förderschulen. Neben Sachunterricht gibt es auch Bezeichnungen wie Heimat- und Sachunterricht (HUS) (Schleswig-Holstein/Bayern).
Der Ausdruck „Sachkunde“ bezeichnet im engeren Sinne auch die in den 1960er Jahren in Deutschland entwickelten Vorläuferkonzepte des Sachunterrichts in Schulen im Übergang von der Heimatkunde hin zum Sachunterricht. Umgangssprachlich wird diese Fachbezeichnung auch für den heutigen Sachunterricht in Schulen verwendet. Im engeren Sinne gilt diese Bezeichnung allerdings nur für die Epoche des Übergangs von der Heimatkunde zum Sachunterricht in den 1960er Jahren. Damals wurden mehr sachorientierte und fachlich über die Geographie hinausweisende Konzepte und praxisnahe Anweisungen für den Unterricht vertreten. Als Vertreter der Sachkunde können Walter Jeziorsky, Ilse Lichtenstein-Rother und Rudolf Karnick bezeichnet werden. Alle trugen mehr oder weniger zur Überwindung ideologischer Überfrachtung in der Heimatkunde bei und erweiterten insbesondere das Themenspektrum. Für Jeziorsky kam anstelle der primären geographischen Orientierung der alten Heimatkunde die Inhalte Lebenskunde, Handwerkskunde, Technologie, Geschichte, Kartografie, Arbeitskunde, Warenkunde, Verkehrskunde, Landschaftskunde, Naturlehre, Wetterkunde, Städtische Einrichtungen, Völker- und Menschenkunde hinzu. Besonders Ilse Lichtenstein-Rother sorgte in den 1950er und 1960er Jahren für eine erste Verwendung des Begriffes Sachunterricht in den niedersächsischen Richtlinien und einzelnen Publikationen, während ihre Konzepte für den praktischen Unterricht eher der Sachkunde zuzuordnen sind. Ilse Lichtenstein-Rother schlug vor allem berufskundliche Themen vor, wie Schuster, Gärtner, Hausbauhandwerker, Bäcker, Bauer.
Trotz aller Fortschritte wurde bei der Umsetzung der Konzepte zur Sachkunde eine Neuauflage der alten Verbal- und Auswendiglernschule betrieben. „Kunde“ wird so als „Lehre von Bezeichnungen“ und weniger als Verstehensorientierung verstanden. Auch in Deutschland wird der Ansatz der Vorbereitung auf die Sachfächer aber aktuell stärker vertreten.
Der Begründer der grundschulpädagogischen Reformdiskussion in Deutschland und Initiator des Arbeitskreises Grundschule, Erwin Schwartz, profilierte die Diskussion zur Begründung des Sachunterrichts in Abgrenzung von der Heimatkunde in vielen Publikationen, besonders in dem 1977 erschienenen Herausgabeband „Von der Heimatkunde zum Sachunterricht“. Aus diesen Diskursen entwickelte sich allmählich ein Verständnis von Sachunterricht als kindorientiertem und lebensweltorientiertem Unterricht. Allerdings blieben auch einzelfachdidaktisch orientierte Ansätze daneben bestehen.
An der damaligen niedersächsischen Orientierungsstufe wurde der Sachunterricht als Welt- und Umweltkunde-Unterricht (WUK) weitergeführt; der WUK-Unterricht stellte eine Synthese aus Geschichts- und Erdkundeunterricht, also aus historischen und geographischen Themengebieten dar. Seit der Abschaffung der Orientierungsstufe im Jahr 2004 werden die Schüler im Geschichtsunterricht und im Erdkundeunterricht in all jenen Themen unterwiesen, die früher im Fach WUK unterrichtet wurden: diese Themenkreise reichen von der Nordseeküste, der Topographie Europas und den Kalten Zonen hin zu den Römern und Germanen und den Zivilisationen des Alten Äygptens.

#### Konzeptdiskussion
Sachunterricht wird in Deutschland gegenwärtig in verschiedenen Konzeptvarianten diskutiert. Besonderes Ansehen genießen die Konzepte Erfahrungsorientierung, Mehrdimensionales Lernen, Entdeckendes Lernen, Handlungsorientierung, Projektorientierung, Problemorientierung, Lebensweltorientierung, Kindorientierung und Wissenschaftsorientierung. Diese Konzepte können als miteinander verschränkt betrachtet werden, werden allerdings unterschiedlich akzentuiert in Theorie und Praxis umgesetzt. Didaktisch wird der Sachunterricht konzeptionell unterschiedlich begründet. Es stehen Ansätze mit einer Orientierung an lebensweltlichen Bezügen, an den mit einzelnen Fächern stärker verbundenen Perspektiven des Sachunterrichts und an den Schlüsselproblemen nach Klafki nebeneinander. Vielfach werden diese Ansätze auch miteinander kombiniert. Neuere Entwicklungen betonen auch philosophische und ästhetische Zugangsweisen. Insgesamt ist die Sachunterrichtsdidaktik noch sehr heterogen. Sie reicht von einzelfachlichen Ansätzen, deren Inhalte nur auf das Grundschulalter reduziert werden, bis hin zu integrierten Konzepten, bei denen ein inklusiver Sachunterricht (Seitz) angestrebt wird. Konzeptionell wird gegenwärtig diskutiert, den Sachunterricht als Welterkundung oder Weltorientierung zu begreifen, um ein zu enges gegenständlich orientiertes Verständnis zu vermeiden. Die Öffnung des Sachunterrichts kann allerdings auch zu dessen Konturlosigkeit und Bedeutungsverlust führen. Die Entwicklung des Faches verläuft aber vor allem auf der Ebene von Methodeninnovation. Insbesondere das Stationenlernen sowie die Freie Arbeit an selbst gewählten Themen haben stark Eingang in die Praxis gefunden. Viele Schulen beginnen damit, eine Lernwerkstatt einzurichten, um für differenziertes Lernen vielfältiges Material anzubieten.

#### Inhaltsbereiche
Die Inhalte des Sachunterrichts werden in Deutschland von Land zu Land in den bisherigen Richtlinien und Lehrplänen unterschiedlich definiert. In Hessen sind sie auch in interdisziplinäre Felder eingebunden. In anderen Ländern werden enger geschnittene Inhaltsbereiche benannt. Die Inhalte des Sachunterrichts sind durch den „Perspektivrahmen Sachunterricht“ der GDSU im Jahr 2002 klarer definiert worden. Fünf fachliche Perspektiven (sozial- und kulturwissenschaftliche, raumwissenschaftliche, historische, naturwissenschaftliche und technische Inhalte) bilden den Rahmen der Inhalte des Sachunterrichts. Fächerübergreifende Inhalte und fachfremde Inhalte sind damit nicht mehr automatisch Inhalte des Sachunterrichts. Fächerübergreifende Inhalte sind Aufgabe aller Grundschulfächer und können nicht die spezifischen Aufgaben des Sachunterrichts ersetzen. Andere Konzepte gehen von den epochaltypischen Schlüsselproblemen aus, wie sie von Wolfgang Klafki formuliert wurden, und setzen in diesen Rahmen der Probleme als Querdimensionen die kindlichen Erfahrungsbereiche und die aufzubauenden Kompetenzen. Im Jahr 2013 wurde der neu überarbeitete Perspektivrahmen Sachunterricht von der GDSU veröffentlicht. Im Grundaufbau behält er die fünf bereits bekannten Perspektiven bei (sozialwissenschaftliche, naturwissenschaftliche, geografische, historische und technische Perspektive), ergänzt diese aber um vier perspektivenvernetzende Themenbereiche: Mobilität, Nachhaltige Entwicklung, Gesundheit und Gesundheitsprophylaxe sowie Medien. In jeder Perspektive werden der spezielle Beitrag zur Bildung der Schüler sowie die daraus abgeleiteten Kompetenzen aufgezeigt.

## Belege
1. ↑  Vgl. Mitzlaff 1985, Bd. 1 und van Dülmen & Rauschenbach 2004.
2. ↑  LP der Erziehungsdirektion Bern: Natur – Mensch – Mitwelt (Memento vom 8. Dezember 2015 im Internet Archive)
3. ↑  LP der Erziehungsdirektion Zürich
4. ↑  LP-21: Kommentar dazu in der NZZ
5. ↑  Dossier LP 21 im Tages-Anzeiger, Zürich
6. ↑  Volksschul-, Sachunterrichts-Lehrplan auf Webseite des Unterrichtsministeriums in Wien, BGBl. II Nr. 303/2012 vom 13. September 2012
7. ↑  Anm.: dieser LP-Teil stammt noch aus dem Jahr 2010
8. ↑  Ludwig Boyer/Stefan Buzanich/Walter Fischer/Petra Weingärtner/Ortwin Wingert (Hrsg.), Pronajti i učiti. Sachunterricht in Burgenländisch-Kroatischer Sprache für die 3. Klasse Volksschule (Verlag E. Weber Eisenstadt und Jugend & Volk Wien, 2000)
9. ↑  http://www.australiancurriculum.edu.au/
10. ↑  Natur/teknologi - Fælles Mål, læseplan og vejledning
11. ↑  Portalen er delt op i forløb til 1.-2. klasse og forløb til 3. klasse
12. ↑  https://www.gov.uk/government/collections/national-curriculum
13. ↑  https://www.gov.uk/government/statistics/national-curriculum-assessments-at-key-stage-2-in-england-2014
14. ↑  Gesellschaft für Didaktik des Sachunterrichts (Hrsg.): Perspektivrahmen Sachunterricht. 2. vollständig überarbeitete und erweiterte  Auflage. Klinkhardt, Bad Heilbrunn 2013.